# Glattbach (Dermbach)
Glattbach ist ein Ortsteil von Dermbach im Wartburgkreis in Thüringen.

## Lage
Der Ortsteil Glattbach liegt östlich der Bundesstraße 285 mit Abzweig der Kreisstraße 92 zum Ortsteil im Tal der Felda. Die Aue ist mit Bächen und begrünten Erosionsrinnen durchzogen. Dermbach liegt nordöstlich vom Ortsteil. Die geographische Höhe des Ortes beträgt 350 m ü. NN.

## Geschichte
Im Jahre 1145 wurde der Ortsteil erstmals urkundlich erwähnt. Der Ort gehörte über Jahrhunderte zum Amt Fischberg, welches sich zeitweise im Besitz der Herren von Neidhartshausen, der Herren von Frankenstein, der Grafen von Henneberg-Schleusingen, des Klosters Fulda, verschiedener Ernestinischer Herzogtümer und zuletzt ab 1815 des Großherzogtums Sachsen-Weimar-Eisenach befand. 
Glattbach war 1692/93 von der Hexenverfolgung betroffen. Die Witwe Catharina Huck geriet in einen Hexenprozess und starb unter der Folter.
Im Jahr 1955 lebten im Ort 69 Einwohner, heute (2012) sind es noch 53.

### Naturdenkmale
Mehrere Bäume in der Gemarkung sind als Naturdenkmale ausgewiesen:
- Stieleiche auf dem Feld
- Linde auf der Trift